# 1985년 (덜로시 소설)
《1985년》은 조지 오웰의 소설 《1984》의 속편이다.
1983년에 헝가리의 작가 덜로시 죄르지가 집필한 이 소설은 빅 브라더의 죽음으로 시작해 1984년과 전체주의 체제의 정당성이 쇠퇴하기 시작하고 그에 뒤따른 여러 세력들의 투쟁으로 특징 지어지는 보다 낙관적인 미래 사이의 중간 시기와 유라시아에 의한 오세아니아의 공군력의 파괴를 그리고 있다. 한국에는 각각 1990년 신평론에서 '1985년'이라는 제목으로, 1991년 한울에서 '빅 브라더는 죽었다'라는 제목으로 발행됐다.

## 중요성
비평가인 팻 해링턴(Pat Harrington)은 이 소설에 등장하는 사상 경찰이 일종의 "개방성"을 수용하고 여론을 통해 당 파벌에 압력을 가하는 것을 강조하는 점이 미하일 고르바초프가 《글라스노스트》와 《페레스트로이카》를 통해 구 소련에서 시도할 일에 대한 예지력 있는 시각이라고 주장했다. 비밀경찰은 공포에 의해 통치하기보다는 "공론장"을 통제하여 사람들을 자신의 자유 의지로 그들의 대의에 끌어들이려고 시도한다.